# هارولد سیلوستر
هارولد سیلوستر (انگلیسی: Harold Sylvester؛ زادهٔ ۱۰ فوریهٔ ۱۹۴۹) یک هنرپیشه اهل ایالات متحده آمریکا است.

## گزیده فیلمشناسی
از فیلم‌ها یا برنامه‌های تلویزیونی که وی در آن نقش داشته‌است می‌توان به آثار زیر اشاره کرد.
- انگیزه‌های درونی (۱۹۸۰)
- یک افسر و یک جنتل‌من (۱۹۸۲)
- شجاعت غیرمعمول (۱۹۸۳)
- ویژن کوئست (۱۹۸۵)